# Борго Спедалото (Рагуза)
Борго Спедалото је насеље у Италији у округу Рагуза, региону Сицилија.
Према процени из 2011. у насељу је живело 12 становника. Насеље се налази на надморској висини од 207 м.